# Yanet Bermoy
Yanet Bermoy (ur. 29 maja 1987 w Cienfuegos) – kubańska judoczka, wicemistrzyni olimpijska, trzykrotna medalistka mistrzostw świata.
Największym sukcesem zawodniczki jest srebrny medal igrzysk olimpijskich z Pekinu w kategorii do 48 kg oraz złoty medal mistrzostw świata z Kairu (2005). Startowała w Pucharze Świata w latach 2005–2010 i 2012.